# Константа зв'язку
Константа зв'язку — параметр, що задає силу взаємодії частинок або полів. Зазвичай лагранжіан чи гамільтоніан, що описує систему, можна розділити на кінетичну частину та частину, що відповідає взаємодії. Константа зв'язку визначає силу взаємодіючої частини відносно кінетичної, або між двома частинами взаємодіючої частини. Константа зв'язку відіграє важливу роль в динаміці. Наприклад, часто встановлює ієрархію в наближеннях, що ґрунтується на важливості різних констант зв'язку.

## Константа тонкої структури
Особливу роль у релятивістських квантових теоріях відіграють безрозмірні константи, тобто такі, що є просто числами. Такою є константа тонкої структури:
{\displaystyle \alpha ={\frac {e^{2}}{4\pi \varepsilon _{0}\hbar c}}}
де {\displaystyle e} — заряд електрона, {\displaystyle \varepsilon _{0}} — електрична проникність вакууму, {\displaystyle \hbar } — стала Планка та {\displaystyle c} — швидкість світла.
Це безрозмірна константа зв'язку, що визначає величину електромагнітної сили на електроні.

## Калібрувальна константа
В калібрувальній теорії параметр зв'язку g є коефіцієнтом біля одного з членів густини лагранжіана:
{\displaystyle {\frac {1}{4g^{2}}}\,G_{\mu \nu }G^{\mu \nu }},
де {\displaystyle G_{\mu \nu }} — тензор калібрувального поля. Безрозмірна константа зв'язку визначається так:
{\displaystyle \alpha ={\frac {g^{2}}{4\pi \hbar c}}}.

## Константа сильної та слабкої взаємодій
В квантовій теорії поля теорія з безрозмірною константою g, коли g<<1, називається слабо зв'язною. В такому випадку вона описується розкладом за ступенями g (теорія збурень або пертурбативна теорія). Якщо константа зв'язку порядку одиниці, чи більша за неї, кажуть, що теорія сильно зв'язна.

## Константа гравітаційної взаємодії
Константа зв'язку гравітаційної взаємодії характеризується власним значенням для кожного тіла (частки) масою {\displaystyle m}:
{\displaystyle \alpha _{g}=Gm^{2}/\hbar c},
де {\displaystyle G=6{,}67\times 10^{-11}}м3 кг-1 c-2 є ньютонова гравітаційна стала.

## Біжуча константа зв'язку
При збільшенні імпульсів (хвильових чисел {\displaystyle k}) взаємодіючих частинок значення константи зв'язку змінюється. Ця зміна описується бета-функцією {\displaystyle \beta (g)} і називається біжучістю константи:
{\displaystyle \beta (g)=\epsilon \,{\frac {\partial g}{\partial \epsilon }}={\frac {\partial g}{\partial \ln \epsilon }},}
де {\displaystyle \epsilon \,} — енергетичний масштаб процесу.
Теорію такої біжучої константи описує ренормалізаційна група.
Згідно сучасних уявлень, всі константи зв'язку в планківській границі зводяться до спільної границі (Велике об'єднання). В Стандартній моделі константи перетинаються попарно при наступних енергіях:
- {\displaystyle \alpha _{e}=\alpha _{w}} при 0,1 ТеВ;
- {\displaystyle \alpha _{e}=\alpha _{w}=\alpha _{s}} при 1013 ТеВ;
- {\displaystyle \alpha _{e}=\alpha _{w}=\alpha _{s}=\alpha _{g}} при 1016 ТеВ.

В теоріях, що включають суперсиметрію, перетин відбувається в одній точці відразу для кількох констант, що робить ідеї суперсиметрії особливо привабливими

### КЕД та полюси Ландау
Якщо бета-функція додатна, то константа зростає з ростом енергії. Наприклад, квантова електродинаміка (КЕД), де з допомогою теорії збурень знайдено, що бета-функція додатна. А саме, при низьких енергіях α ≈ 1/137, тоді як для Z-бозону, також близько 90 ГеВ, отримують значення α ≈ 1/127.
Крім того, пертурбативна бета-функція вказує на те, що зв'язок продовжує сильнішати, і таким чином КЕД стає сильно зв'язною при високих енергіях. Фактично, при певній скінченній енергії зв'язок стає нескінченним. Цей феномен був вперше помічений Левом Ландау та названий полюсом Ландау. Таким чином не можна очікувати, що пертурбативна бета-функція дасть хороші результати при сильному зв'язку. Таким чином полюс Ландау є артефактом при застосуванні пертурбативної теорії там, де вона вже не працює. Справжня поведінка α при великих енергіях невідома.

### КХД та асимптотична свобода
В неабелевих калібрувальних теоріях бета-функція може бути від'ємною. Це було з'ясовано Вільчеком, Політцером та Ґроссом. Прикладом такої бета-функції є бета-функція для Квантової хромодинаміки (КХД). Зв'язок КХД зменшується при великих енергіях.
Більше того, він зменшується логарифмічно і ця властивість називається асимптотичною свободою (за дослідження якої було дано Нобелівську премію з фізики в 2004 році). Зв'язок зменшується як:
{\displaystyle \alpha _{s}(k^{2})\ {\stackrel {\mathrm {def} }{=}}\ {\frac {g_{s}^{2}(k^{2})}{4\pi }}\approx {\frac {1}{\beta _{0}\ln(k^{2}/\Lambda ^{2})}},}
де β0 — константа, обрахована Вільчеком, Ґроссом та Політцером.
І навпаки, зв'язок збільшується зі зменшенням енергії. Це означає, що він стає великим при малих енергіях і тоді більше не можна розраховувати на теорію збурень.